# 하이브리드 자동 재송 요구
하이브리드 자동 재송 요구(Hybrid automatic repeat request, 하이브리드 ARQ 또는 HARQ)는 FEC와 ARQ가 결합한 형태이다.
일반적인 ARQ는 송신단에서 CRC와 같은 Error 검출용 Code를 Data에 덧붙여서 전송한다. 수신단에서는 수신 Messgae에서 Error 검출용 Code를 통해 Error를 검출하면 송신단으로 재전송을 요청한다.
Hybrid ARQ는 송신단에서 Data를 FEC로 인코딩하고, 패리티 비트를 바로 덧붙여서 보내거나 수신단에서 요청 시 패리티 비트를 전송한다. Reed-Solomon code와 같이 오류 검출을 하며 FEC를 하는 경우 오류 검출 Code는 생략할 수 있다. 결론적으로, Hybrid ARQ는 전송 선로가 좋지 않은 경우에 ARQ보다 전송 효율이 높아지나, 선로 환경이 좋은 곳에서는 Redundancy가 부가되므로 전송 효율을 낮게 한다.